# Камп Пендлетон Норт (Калифорнија)
Камп Пендлетон Норт (енгл. Camp Pendleton North) насељено је место без административног статуса у америчкој савезној држави Калифорнија.

## Демографија
По попису из 2010. године број становника је 5.200, што је 2.997 (-36,6%) становника мање него 2000. године.
| Група             | 2000.         | 2010.         |
| Белци             | 4.886 (59,6%) | 3.047 (58,6%) |
| Афроамериканци    | 869 (10,6%)   | 501 (9,6%)    |
| Азијати           | 231 (2,8%)    | 151 (2,9%)    |
| Хиспаноамериканци | 1.854 (22,6%) | 1.157 (22,3%) |
| Укупно            | 8.197         | 5.200         |